# アイアシアタートーキョー
アイアシアタートーキョー（AiiA Theater Tokyo）は、東京都渋谷区神南にあった劇場である。座席数830席。旧・渋谷マッスルシアター。
2015年3月21日から一般社団法人日本2.5次元ミュージカル協会により2.5次元ミュージカル専用劇場AiiA 2.5 Theater Tokyo（アイア 2.5 シアタートーキョー）として運用されていた。

## 概要
2004年4月から2006年9月まで横浜赤レンガ倉庫近くの横浜市の市有地を借りて興行していたミュージカル「マッスルミュージカル」が移転、2007年4月21日に専用劇場「渋谷マッスルシアター」として国立代々木競技場の一角の「渋谷プラザ」に開館した。全830席の劇場にモンスターズカフェを併設、マッスルミュージカルのオリジナルグッズ販売も行っていた。
東日本大震災発生後の2011年5月20日、防災上の問題点が渋谷区より指摘され使用禁止となる。それに伴い、渋谷マッスルシアターでの公演が全て中止となり、その後の経緯の説明も改修工事を行なったという発表もなく放置され、そのまま閉鎖となった。さらに11月11日、マッスルミュージカル運営会社のデジタルナイン及びモンスター・ナインによる自己破産でマッスルミュージカルも終了となり、渋谷マッスルシアターはそのまま空き劇場として放置されていた。
2012年9月15日、女性向けアパレルブランドとパズルゲーム雑誌出版を展開するアイア株式会社が購入し、AiiA Theater Tokyo（アイアシアタートーキョー）として開館。オープニングイベントは、EXILEのUSAがプロデュースした舞台『AiiA presents EX SHOW 2012 × DANCE EARTH produced by EXILE USA』。
2014年8月27日、一般社団法人日本2.5次元ミュージカル協会が、翌2015年3月中旬より1年間、専用劇場「AiiA 2.5 Theater Tokyo」（アイア 2.5 シアタートーキョー）として運用することを発表した。
2016年、2.5次元ミュージカル専用劇場としての使用を2017年4月末まで延長することを発表。

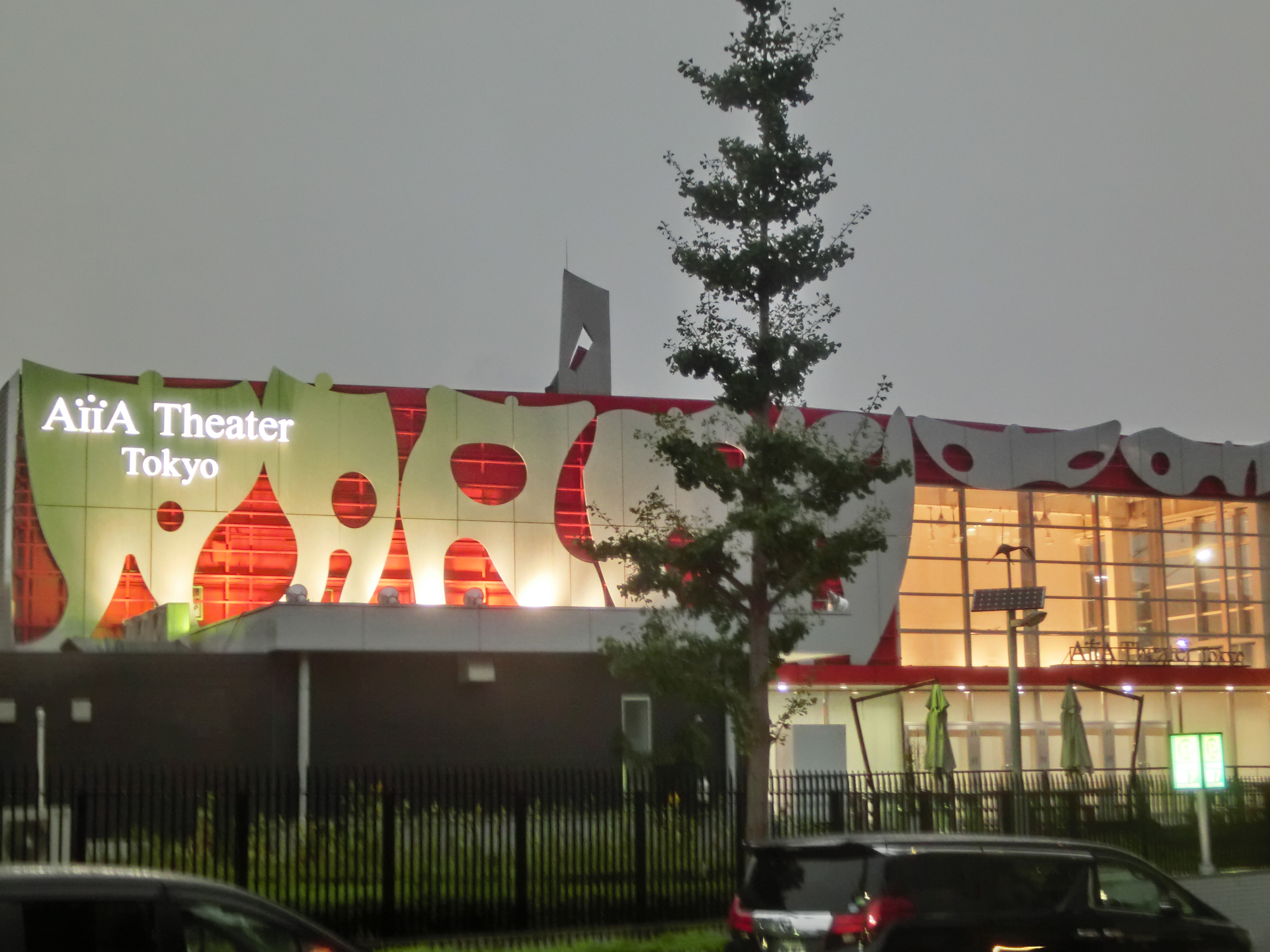
AiiA 2.5 Theater Tokyo（2018年）

2017年、2.5次元ミュージカル専用劇場としての使用を2018年4月末まで延長することを発表。
2020年の東京オリンピックを控えている都合上、2018年6月1日、同年12月31日で閉館することが明らかになった。また、2.5次元ミュージカル専用劇場としての使用契約は、最終的に2018年10月末までであった。跡地にはNHKが運営する「NHK渋谷フレンドシップシアター」として建て替えられた。同施設は当初、2020年東京オリンピックの8K映像のパブリックビューイングを前提に使用される予定だった。しかし、開催の矢先に新型コロナウイルスが世界的に拡大し会期が1年延期された事で当初の使用目的は崩れ、渋谷区のワクチン集団接種のための施設として活用された。8K映像の上映自体は行われたが、結局フレンドシップシアターはオリンピックに活用されることがないまま2023年に解体された。
閉館後もアイアは劇場運営事業を続け、2019年7月4日、神戸市の「新神戸オリエンタルシティ」内の「新神戸オリエンタル劇場」の運営を引き継ぎ、同様の2.5次元ミュージカル専用劇場「AiiA 2.5 Theater Kobe」をオープンさせた。

## 演目
| 年   | 月日         | カテゴリ     | 演目 |
| ---- | ------------ | ------------ | --- |
| 2013 | 7.18〜7.27   | ミュージカル | 青春DANCEアクト 『FROGS』 |
| 2013 | 7.28         | イベント     | 『地球ゴージャスファンクラブイベント2013』 〜波乗りゴローと夏色テラちゃんの夢見る夏のお嬢さん？いらっしゃい〜                 |
| 2013 | 8.2〜8.25    | ミュージカル | 『THE ALUCARD SHOW』ジ・アルカード・ショー                                                                                    |
| 2013 | 9.13〜9.23   | ミュージカル | ミュージカル 『美少女戦士セーラームーン』 -La Reconquista-                                                                    |
| 2013 | 9.28〜10.13  | ミュージカル | 『千番目の男』 |
| 2013 | 10.2         | 映画         | 『劇場版 BAD BOYS J―最後に守るもの―』大ヒット祈願！男祭り！！                                                                 |
| 2013 | 10.24〜10.28 | 演劇         | 『MATSUぼっち03 ―POSITION―』                                                                                                  |
| 2013 | 10.31〜11.9  | 演劇         | 舞台 『ムッシュ！』 |
| 2013 | 11.10〜11.11 | コンサート   | 第1回オフィシャルファンクラブイベント「ファンキー号出港式」 ファンキー加藤                                                    |
| 2013 | 11.12        | イベント     | 携帯カードゲーム「SKE48 Passion For You」新CM発表会                                                                           |
| 2013 | 11.14〜11.24 | 演劇         | グレイスフルプロデュース 『亜雌異人愚アメイジングなグレイス』                                                                 |
| 2013 | 11.27〜12.1  | 演劇         | 美内すずえ×ガラスの仮面劇場「劇団つきかげ」プレ旗揚げ公演 『女海賊ビアンカ』                                                  |
| 2013 | 12.16〜12.24 | 演劇         | 舞台 『ライチ☆光クラブ』 再演                                                                                                 |
| 2013 | 12.25        | コンサート   | ライチ☆光クラブ LIVE TOUR 2013-2014 『光ノ帝國ヘノ招待』                                                                      |
| 2014 | 1.16         | コンサート   | 『アイアHKT48 スペシャルライブ』                                                                                              |
| 2014 | 1.25         | イベント     | 『2014 New Year Special Show 帰ってきたぞ！イム・ジュファン』                                                                 |
| 2014 | 1.26         | コンサート   | LIVE TOUR 2014"空中パズル” KOTOKO                                                                                             |
| 2014 | 1.31〜2.2    | 朗読劇       | SOUND THEATRE 『A BASE METAL』                                                                                                |
| 2014 | 2.9          | イベント     | petit milady |
| 2014 | 2.11         | イベント     | 『P.S. I LOVE U』リリース記念イベント GACKT                                                                                   |
| 2014 | 2.16         | コンサート   | LIVE TOUR 2014 "空中パズル"【追加公演】 KOTOKO                                                                                |
| 2014 | 3.30         | コンサート   | おはガールちゅ!ちゅ!ちゅ! 卒業ライブ 〜 ユビキリ＋ちゅ!ちゅ!ちゅ! みんな笑顔になる 感謝の花咲かそう 〜                        |
| 2014 | 4.2          | イベント     | OLDCODEX ニューアルバム「A Silent, within The Roar」特設CD販売                                                                |
| 2014 | 4.5          | イベント     | Girl's Day ファンミーティング                                                                                                 |
| 2014 | 4.13         | コンサート   | MAX ファンミーティング＆ライブ 『Life is a Party』                                                                            |
| 2014 | 4.26〜4.28   | ミュージカル | 『Music Museum』 |
| 2014 | 5.2〜5.11    | 演劇         | 『ママと僕たち〜おべんきょイヤイヤBABYS〜』                                                                                   |
| 2014 | 5.16         | イベント     | 茅原実里 重大発表記者会見 |
| 2014 | 5.19〜5.25   | イベント     | D-BOYS 『10years プレミアム D-live』                                                                                          |
| 2014 | 5.31〜6.1    | コンサート   | 『Acoustic Live Tour 2014』 藤田麻衣子                                                                                        |
| 2014 | 6.7          | イベント     | 『PERSONA3 the Weird Masquerade〜青の祝宴〜』                                                                                 |
| 2014 | 6.9          | イベント     | 『ショートショートフィルムフェスティバル＆アジア 2014 アワードセレモニー』                                                    |
| 2014 | 6.12         | イベント     | 『OLDCODEX × THE terrace cafe コラボレーション』                                                                              |
| 2014 | 6.14         | イベント     | 大沢たかお『Private Seat the 11th Fanclub Meeting 2014』                                                                      |
| 2014 | 6.15         | イベント     | 『黒子のバスケ』Blu-ray・DVD&CD 発売記念イベント                                                                              |
| 2014 | 6.16         | コンサート   | 『AiiA × SKE48 スペシャルコンサート』                                                                                         |
| 2014 | 6.21         | コンサート   | C-CLOWN 『LIVE EVENT IN JAPAN』                                                                                               |
| 2014 | 6.27〜7.7    | ミュージカル | ミュージカル 『ファウスト〜愛の剣士たち〜』                                                                                   |
| 2014 | 7.12         | コンサート   | DuelJewel 2014 Anniversary Live 2nd『anastasia』                                                                              |
| 2014 | 7.13         | イベント     | D-BOYS 『全員集合！握手会』                                                                                                   |
| 2014 | 7.17         | イベント     | Lamborghini Huracán LP 610-4 Japan Launch                                                                                     |
| 2014 | 7.19         | コンサート   | LIPHLICH 『GRATEFUL NONSENSE TOUR』                                                                                           |
| 2014 | 7.25〜7.26   | コンサート   | 乃木坂46 『アンダーライブ』（追加公演）                                                                                       |
| 2014 | 7.30         | コンサート   | LM.C 『mayaの王様ナイト 2014』                                                                                                |
| 2014 | 8.2          | イベント     | 『ドラゴンクエスト夏祭り』 |
| 2014 | 8.3          | コンサート   | SPEED 『JAPAN 1st Fan Meeting in TOKYO』                                                                                      |
| 2014 | 8.9          | コンサート   | 『フェアリーズ LIVE TOUR 2014 - Summer Party - 』 フェアリーズ                                                                |
| 2014 | 8.10         | イベント     | 福士蒼汰『ファンイベント2014』                                                                                                |
| 2014 | 8.16         | コンサート   | ゆいかおり 『BIRTHDAY SPECIAL LIVE「INTRODUCTION!!」』                                                                        |
| 2014 | 8.17         | イベント     | 第3回セブン＆アイ キッズダンスフェスティバル                                                                                  |
| 2014 | 8.21〜8.31   | ミュージカル | ミュージカル『美少女戦士セーラームーン』－Petite Étrangère－                                                                  |
| 2014 | 9.4          | コンサート   | ViViD シン Birthday LIVE 『THE ARISING VOICE』                                                                                |
| 2014 | 9.6          | イベント     | 『NOA DANCE CONNECT vol.2』                                                                                                   |
| 2014 | 9.7          | イベント     | ご注文はうさぎですか? スペシャルイベント 〜Rabbit House Tea Party 2014〜                                                      |
| 2014 | 9.11〜9.16   | ミュージカル | 『AKB49〜恋愛禁止条例〜』 |
| 2014 | 9.20〜9.21   | コンサート   | デーモン閣下 『DEMON'S ROCK 戦慄の闇鍋 TOUR』                                                                                 |
| 2014 | 9.23         | コンサート   | GOTCHAROCKA |
| 2014 | 9.25         | イベント     | FabFes Vol.ZERO |
| 2014 | 9.27         | イベント     | LEE JANG WOO Beautiful LIVE in SHIBUYA 〜 Saying I Love You 〜                                                                |
| 2014 | 9.28         | コンサート   | ★5th Anniversary★ ONEMAN TOUR 2014 #24 ν[NEU]                                                                                 |
| 2014 | 10.4         | コンサート   | Women in JAZZ Vol.5 Special Edition LOVE for Girls 「世界の女の子に、生きていく力を。」                                       |
| 2014 | 10.5         | コンサート   | 『HIROKO SHIMABUKURO★歌うたい 2014』 島袋寛子                                                                                 |
| 2014 | 10.7         | コンサート   | 『E.T.L vol.5 〜秋といえば学園祭だけどやっぱり宇宙に連れてくね！〜』                                                          |
| 2014 | 10.12〜10.13 | イベント     | CROSS SHOW 『CROSS SHOW “ZEDD”』                                                                                              |
| 2014 | 10.18        | イベント     | ももいろクローバーZ ライブ・ビューイング「直送ももクロvol.17 平面革命『有安杏果プレゼンツ チビッ子祭り2014』 熊本大会」       |
| 2014 | 10.19        | コンサート   | 己龍 「黒崎眞弥生誕祭」 |
| 2014 | 10.26        | コンサート   | Jupiter TOUR-2014- 「ARCADIA」TOUR FINAL「Construct a World」 Jupiter                                                         |
| 2014 | 10.30        | コンサート   | 『安藤裕子 Premium Live〜渋谷の特別な夜〜』 安藤裕子                                                                          |
| 2014 | 11.2         | イベント     | 名倉の舌 〜12thアニバーサリー ナグフェス2014〜 名倉潤                                                                         |
| 2014 | 11.3         | コンサート   | DIV (ダイヴ) 『TOUR FINAL POINT OF VIEW』                                                                                     |
| 2014 | 11.8         | イベント     | ~児童虐待防止キャンペーンライブ~ 「Child Aid LIVE -FUN TO DANCE!!!-」                                                         |
| 2014 | 11.9         | コンサート   | ~児童虐待防止キャンペーンライブ~ Child Aid LIVE Vol.3                                                                         |
| 2014 | 11.14〜11.24 | 演劇         | 『THE ALUCARD SHOW』 |
| 2014 | 11.27〜11.30 | ミュージカル | SUISEI MUSICAL 『クリスマス・キャロル』                                                                                       |
| 2014 | 12.6         | コンサート   | DEPAPEPE ASIA TOUR 2014「Kiss」                                                                                               |
| 2014 | 12.7         | コンサート   | Psalm Special Showcase 2014『This Little Candle Light』 Psalm                                                                 |
| 2014 | 12.13        | コンサート   | KAMIJO 『TOUR 2014 “THE DEATH PARADE” FINAL The Empire of Vampire』                                                           |
| 2014 | 12.14        | コンサート   | 『あっち、こっち、そっち、わっちツアー2014冬〜あわてんぼうのこんばんわっち！クリスマス前にやってきた〜』 wacci                |
| 2014 | 12.19〜12.21 | ミュージカル | ALTARBOYZ CHRISTMAS SPECIAL                                                                                                   |
| 2014 | 12.22        | イベント     | FabFes. 2014WINTER |
| 2014 | 12.23        | コンサート   | CASIOPEA 3rd 〜35th Anniversary〜Winter Live                                                                                  |
| 2014 | 12.25〜12.26 | イベント     | 『MEN ON STYLE 2014』 |
| 2014 | 12.27        | コンサート   | Kra LIVE 2014 AiiAでアイヤー!                                                                                                 |
| 2014 | 12.28        | コンサート   | SCREW 『SCREW TOUR 2014 INNER PSYCHOLOGICAL WORLD』                                                                           |
| 2014 | 12.29        | コンサート   | SHOW-YA 「GLAMOROUS SHOW」追加公演                                                                                            |
| 2014 | 12.30        | コンサート   | 摩天楼オペラ MATENROU OPERA COUNTDOWN LIVE 2014〜2015 第一夜                                                                  |
| 2014 | 12.31        |              | 摩天楼オペラ MATENROU OPERA COUNTDOWN LIVE 2014〜2015 第二夜                                                                  |
| 2015 | 1.10         | コンサート   | 『裏窓からみえるモノ2015』 石川智晶                                                                                           |
| 2015 | 1.11         | コンサート   | 『時代もの艶歌〜好機到来〜』 石川智晶                                                                                         |
| 2015 | 1.17         | コンサート   | ZIGZO 15th Anniversary Live Vol.2 " We Are Beautiful Tonight！” ZIGZO                                                         |
| 2015 | 1.18         | コンサート   | 『ライブトラベリング2014 四谷三丁目発〜未来列車 走れめぇ〜ん！』 P.IDL                                                        |
| 2015 | 1.25         | イベント     | MILLENNIUM JAPAN presents TOKYO BEATS vol.1                                                                                   |
| 2015 | 1.31         | イベント     | チェ・ジニョク ファンミーティング 感謝〜いつも心に〜                                                                          |
| 2015 | 2.7〜2.15    | ミュージカル | 『ママと僕たち よちよちフェスティバル 〜もっかい！いち！に！〜 』 もっかい！いち！「ママと僕たち」                            |
| 2015 | 2.21〜3.1    | ミュージカル | 『ママと僕たち よちよちフェスティバル 〜もっかい！いち！に！〜 』 もっかい！に！「ママと僕たち 〜おべんきょイヤイヤBABYS〜 」 |
| 2015 | 3.2          | イベント     | FabFes.2015 SPRING |
| 2015 | 3.7          | イベント     | イム・シワン（ZE:A）JAPAN FANMEETING                                                                                          |
| 2015 | 3.13         | コンサート   | 「marasy piano world」Live Tour 2015                                                                                          |
| 2015 | 3.14         | コンサート   | LIVE CAFE2015 WHITE DAY SPECIAL☆「NYAPPY WHITE KISS!!o(≧3≦)o」 アンティック-珈琲店-                                           |
| 2015 | 3.15         | コンサート   | 「Crazy Monsters」〜春の祭典2015〜                                                                                            |
| 2015 | 3.21〜4.5    | ミュージカル | ライブ・スペクタクル「NARUTO-ナルト-」                                                                                        |
| 2015 | 4.9〜4.14    | 演劇         | ドン・ドラキュラ |
| 2015 | 4.18〜4/26   | 演劇         | *pnish* vol.14 舞台版『魔王 JUVENILE REMIX』                                                                                  |
| 2015 | 4.29〜5/10   | ミュージカル | ライブ・スペクタクル「NARUTO-ナルト-」                                                                                        |
| 2015 | 5.14〜5.19   | 演劇         | 舞台「マジすか学園」〜京都・血風修学旅行〜                                                                                    |
| 2015 | 5.23〜5.31   | ミュージカル | ミュージカル『薄桜鬼』黎明録                                                                                                  |
| 2015 | 6.10〜6.14   | イベント     | ミュージカル『テニスの王子様』TEAM Live SEIGAKU                                                                               |
| 2015 | 6.18〜6.28   | 演劇         | 乃木坂46 舞台『じょしらく』                                                                                                   |
| 2015 | 7.2〜7.8     | 演劇         | 舞台『東京喰種トーキョーグール』                                                                                              |
| 2015 | 7.12〜7.20   | ミュージカル | 【第二章】 學蘭歌劇 『帝一の國』 ―決戦のマイムマイム―                                                                         |
| 2015 | 7.24〜7.26   | イベント     | 多次元プロジェクト”The Fool”第2回公演「ひと夏のアクエリオン」                                                                 |
| 2015 | 7.29〜8.1    | イベント     | ミュージカル『テニスの王子様』TEAM Live FUDOMINE                                                                              |
| 2015 | 8.5〜8.15    | 演劇         | 舞台『K』第二章-AROUSAL OF KING-                                                                                              |
| 2015 | 8.20〜8.30   | 演劇         | 舞台「戦国BASARA vs Devil May Cry」                                                                                           |
| 2015 | 9.5          | イベント     | 2015 HEO YOUNG SAENG FANMEETING [0905:HELLO AGAIN]                                                                            |
| 2015 | 9.9〜9.13    | 演劇         | 美内すずえ×ガラスの仮面劇場「女海賊ビアンカ」                                                                                 |
| 2015 | 9.18〜9.27   | ミュージカル | なかよし60周年記念公演 ミュージカル「美少女戦士セーラームーン」-Un Nouveau Voyage- (アン ヌーヴォー ヴォヤージュ)             |
| 2015 | 10.1〜10.12  | 演劇         | すべての犬は天国へ行く |
| 2015 | 10.15〜10.25 | コンサート   | 乃木坂46 アンダーライブ 4th シーズン                                                                                          |
| 2015 | 10.30〜11.8  | ミュージカル | ミュージカル『刀剣乱舞』 トライアル公演                                                                                       |
| 2015 | 11.14〜11.23 | 演劇         | ハイパープロジェクション演劇「ハイキュー!!」 東京公演                                                                         |
| 2015 | 11.29        | イベント     | チュ・ジフン主演映画「コンフェッション 友の告白」ブルーレイ＆DVD発売イベント                                                  |
| 2015 | 12.5         | コンサート   | 「PrizmaX Level 1 〜アイアシアターで会いアSHOW〜」                                                                            |
| 2015 | 12.6         | コンサート   | HISTORY SPECIAL WINTER LIVE(仮)                                                                                               |
| 2015 | 12.10〜12.13 | 演劇         | ハイパープロジェクション演劇「ハイキュー!!」 東京凱旋公演                                                                     |
| 2015 | 12.18〜12.27 | 演劇         | 残酷歌劇『ライチ☆光クラブ』                                                                                                   |
| 2015 | 12.30        | コンサート   | Mix Speaker's,Inc. Mix Theater「Ghost House」GRAND FINALE「Corpse Carnival」                                                  |
| 2016 | 1.5〜1.11    | 演劇         | 舞台「カードファイト!! ヴァンガード」〜バーチャル・ステージ〜                                                                 |
| 2016 | 1.15〜1.21   | ミュージカル | 『神様はじめました THE MUSICAL♪2016』                                                                                         |
| 2016 | 1.24         | イベント     | 七森中♪がくえんさい |
| 2016 | 1.28〜1.31   | 演劇         | 舞台「ノラガミ」-神と願い- |
| 2016 | 2.4〜2.11    | ミュージカル | 「終わりのセラフ」The Musical                                                                                                 |
| 2016 | 2.16〜2.28   | 演劇         | 『GOKÛ』 |
| 2016 | 3.3〜3.13    | ミュージカル | ミュージカル「Dance with Devils」                                                                                             |
| 2016 | 3.17〜3.27   | 演劇         | 【最終章】學蘭歌劇『帝一の國』―血戦のラストダンス―                                                                            |
| 2016 | 3.29〜4.3    | イベント     | ミュージカル『テニスの王子様』TEAM Live St.RUDOLPH・YAMABUKI                                                                  |
| 2016 | 4.6〜4.10    | 演劇         | 『舞台 増田こうすけ劇場 ギャグマンガ日和 デラックス風味』                                                                     |
| 2016 | 4.14〜4.19   | 演劇         | 舞台『クジラの子らは砂上に歌う』                                                                                              |
| 2016 | 4.25〜5.8    | 演劇         | ハイパープロジェクション演劇「ハイキュー!!」〝頂の景色〞                                                                      |
| 2016 | 5.12〜5.22   | 演劇         | 『じょしらく弐〜時かけそば〜』                                                                                                |
| 2016 | 5.27〜6.12   | ミュージカル | ミュージカル『刀剣乱舞』 〜阿津賀志山異聞〜                                                                                   |
| 2016 | 6.18〜6.26   | 演劇         | 『あんさんぶるスターズ！オン・ステージ』                                                                                      |
| 2016 | 6.29〜7.4    | 演劇         | 舞台「戦国無双」〜四国遠征の章〜                                                                                              |
| 2016 | 7.8〜7.18    | ミュージカル | 『ママと僕たち』 〜たたかえ！！泣き虫ＢＡＢＹＳ〜                                                                             |
| 2016 | 7.22〜7.24   | 演劇         | 舞台『K』-Lost Small World-                                                                                                   |
| 2016 | 7.28〜8.7    | ミュージカル | 「ROCK MUSICAL BLEACH」～もうひとつの地上～                                                                                   |
| 2016 | 8.13〜8.28   | 演劇         | ライブ・スペクタクル「NARUTO-ナルト-」                                                                                        |
| 2016 | 9.9〜9.19    | 演劇         | 連載40周年特別企画 舞台版「こちら葛飾区亀有公園前派出所」                                                                     |
| 2016 | 9.24〜10.10  | ミュージカル | ミュージカル『刀剣乱舞』 〜幕末天狼傳〜                                                                                       |
| 2016 | 10.15〜10.23 | ミュージカル | ミュージカル「美少女戦士セーラームーン」-Amour Eternal-                                                                       |
| 2016 | 10.28〜11.6  | 演劇         | ハイパープロジェクション演劇「ハイキュー!!」〝烏野、復活！〞                                                                  |
| 2016 | 11.9〜11.13  | ミュージカル | ミュージカル『青春-AOHARU-鉄道』2 〜信越地方よりアイをこめて〜                                                                |
| 2016 | 11.17〜11.27 | ミュージカル | ミュージカル『刀剣乱舞』 〜幕末天狼傳〜 凱旋公演                                                                              |
| 2016 | 12.1〜12.4   | 演劇         | ハイパープロジェクション演劇「ハイキュー!!」〝烏野、復活！〞東京凱旋公演                                                      |
| 2016 | 12.9〜12.18  | 演劇         | Live Performance Stage「チア男子!!」                                                                                          |
| 2016 | 12.21〜12.27 | ミュージカル | ミュージカル「Dance with Devils〜D.C.（ダ・カーポ）〜」                                                                       |
| 2016 | 12.28〜12.30 | コンサート   | 江原啓之 カウントダウンみちひらきスペシャル 2016-17                                                                           |
| 2016 | 12.31        | コンサート   | 江原啓之 年忘れうら語りスペシャル / カウントダウンみちひらきライブスペシャル                                                  |
| 2017 | 1.5〜1.15    | ミュージカル | 『あんさんぶるスターズ！オン・ステージ』〜Take your marks!〜                                                                  |
| 2017 | 1.19〜1.22   | 演劇         | 舞台「Wake Up, Girls! 青葉の記憶」                                                                                            |
| 2017 | 1.28〜1.29   | その他       | 『ウルトラヒーローズ THE LIVE アクロバトル クロニクル 2016』                                                                  |
| 2017 | 2.2〜2.12    | 演劇         | 乃木坂46 3期生初公演「3人のプリンシパル」                                                                                     |
| 2017 | 2.16〜2.26   | 演劇         | 舞台「ノラガミ」-神と絆- |
| 2017 | 3.4〜3.26    | ミュージカル | ミュージカル『刀剣乱舞』～三百年の子守唄～ 東京公演                                                                           |
| 2017 | 4.1〜4.23    | 演劇         | 舞台「カードファイト!! ヴァンガード」〜バーチャル・ステージ〜 リンクジョーカー編                                              |
| 2017 | 4.14〜3.26   | ミュージカル | ミュージカル『刀剣乱舞』～三百年の子守唄～ 東京凱旋公演                                                                       |
| 2017 | 4.26〜4.30   | ミュージカル | ミュージカル『薄桜鬼』〜原田左之助篇〜                                                                                        |
| 2017 | 5.2〜5.7     | その他       | ミュージカル『刀剣乱舞』～真剣乱舞祭 2016～ 上映会                                                                            |
| 2017 | 5.9〜5.14    | コンサート   | 乃木坂46 三期生単独ライブ |
| 2017 | 5.19〜6.4    | ミュージカル | ライブ・スペクタクル「NARUTO-ナルト-」～暁の調べ～ 東京公演                                                                   |
| 2017 | 6.8〜6.18    | 演劇         | 錆色のアーマ |
| 2017 | 6.22〜7.9    | 演劇         | 舞台「黒子のバスケ」OVER-DRIVE                                                                                                |
| 2017 | 7.15〜7.16   | コンサート   | Yui Makino Live『Reset＆Happiness』                                                                                           |
| 2017 | 7.21〜7.25   | 演劇         | 舞台「夢王国と眠れる 100 人の王子様 ～Prince Theater～」                                                                      |
| 2017 | 7.29〜8.6    | ミュージカル | ライブ・スペクタクル「NARUTO-ナルト-」～暁の調べ～ 東京凱旋公演                                                               |
| 2017 | 8.11〜8.20   | 演劇         | 斬劇『戦国BASARA』小田原征伐                                                                                                  |
| 2017 | 8.24〜9.3    | 演劇         | 舞台「四月は君の嘘」 |
| 2017 | 9.8〜9.18    | ミュージカル | ミュージカル「美少女戦士セーラームーン」-Le Mouvement Final- (ル ムヴマン フィナール)                                         |
| 2017 | 9.8〜9.18    | ミュージカル | 「少女☆歌劇 レヴュースタァライト -The LIVE-」#1                                                                               |
| 2017 | 9.28〜10.1   | 演劇         | 舞台「劇団シャイニング from うたの☆プリンスさまっ♪」『マスカレイドミラージュ』                                                |
| 2017 | 10.6〜10.15  | 演劇         | 乃木坂46 3期生公演「見殺し姫」                                                                                                |
| 2017 | 10.8〜10.9   | イベント     | 『=LOVEアイドル武者修行〜アイアシアター、おじゃまします！〜』                                                                 |
| 2017 | 10.19〜10.29 | ミュージカル | Live Musical「SHOW BY ROCK!!」-深淵のCrossAmbivalence-                                                                        |
| 2017 | 10.31〜11.5  | その他       | ミュージカル『テニスの王子様』TEAM Party SEIGAKU・ROKKAKU                                                                     |
| 2017 | 11.8〜11.12  | 演劇         | 舞台「KING OF PRISM -Over the Sunshine!-」                                                                                    |
| 2017 | 11.17〜11.26 | 演劇         | 舞台「義風堂々!!」 |
| 2017 | 11.29〜12.3  | 演劇         | 超歌劇『幕末Rock』絶叫！熱狂！雷舞（クライマックスライブ）                                                                    |
| 2017 | 12.7〜12.22  | その他       | ツキステ。第5幕『Rabbits Kingdom』                                                                                            |
| 2017 | 12.25        | コンサート   | 「2017 SE7EN Winter Acoustic Live」                                                                                           |
| 2017 | 12.28〜12.31 | イベント     | ースピリチュアリスト活動30周年記念ー江原啓之 スピリチュアル・タイム～あなたの運命～                                           |
| 2018 | 1.6〜1.8     | ミュージカル | 「少女☆歌劇 レヴュースタァライト ―The LIVE―」#1 revival                                                                       |
| 2018 | 1.13〜1.21   | 演劇         | 舞台「けものフレンズ」 |
| 2018 | 1.25〜1.28   | 演劇         | 舞台『クジラの子らは砂上に歌う』                                                                                              |
| 2018 | 1.31〜2.4    | 演劇         | 舞台「文豪ストレイドッグス」                                                                                                  |
| 2018 | 2.7〜2.11    | 演劇         | ミュージカル・リズムステージ「夢色キャスト」                                                                                  |
| 2018 | 2.15〜2.18   | 演劇         | あにてれ×=LOVE ステージプロジェクト 第一弾「けものフレンズ」                                                                  |
| 2018 | 2.22〜2.25   | 演劇         | B-PROJECT on STAGE「OVER the WAVE! REMiX」                                                                                    |
| 2018 | 3.2〜3.11    | 演劇         | 斬劇『戦国BASARA』第六天魔王                                                                                                  |
| 2018 | 3.15〜3.25   | ミュージカル | ミュージカル「Dance with Devils〜Fermata（フェルマータ）〜」                                                                  |
| 2018 | 3.30〜4.15   | 演劇         | 御茶ノ水ロック -THE LIVE STAGE-                                                                                               |
| 2018 | 4.20〜5.6    | 演劇         | けやき坂46 舞台「あゆみ」 |
| 2018 | 5.9〜5.13    | 演劇         | 劇団れなっち「ロミオ&ジュリエット」                                                                                           |
| 2018 | 6.9〜6.10    | コンサート   | Yui Makino「2Days Live Concert」                                                                                              |
| 2018 | 6.14〜6.17   | 演劇         | 男劇団 青山表参道X 旗揚げ公演 『SHIRO TORA ～beyond the time～』                                                              |
| 2018 | 7.12〜7.16   | 演劇         | 舞台「魔法先生ネギま！～お子ちゃま先生は修行中！～」                                                                          |
| 2018 | 7.20〜7.29   | 演劇         | 舞台「ひらがな男子」 |
| 2018 | 8.25         | コンサート   | MeloMance First Concert in Tokyo                                                                                              |
| 2018 | 10.4〜10.8   | 演劇         | 舞台「七色いんこ」 |
| 2018 | 12.23        | コンサート   | 山崎エリイ SPECIAL LIVE ～夜明けのシンデレラ～                                                                                |

## ギャラリー

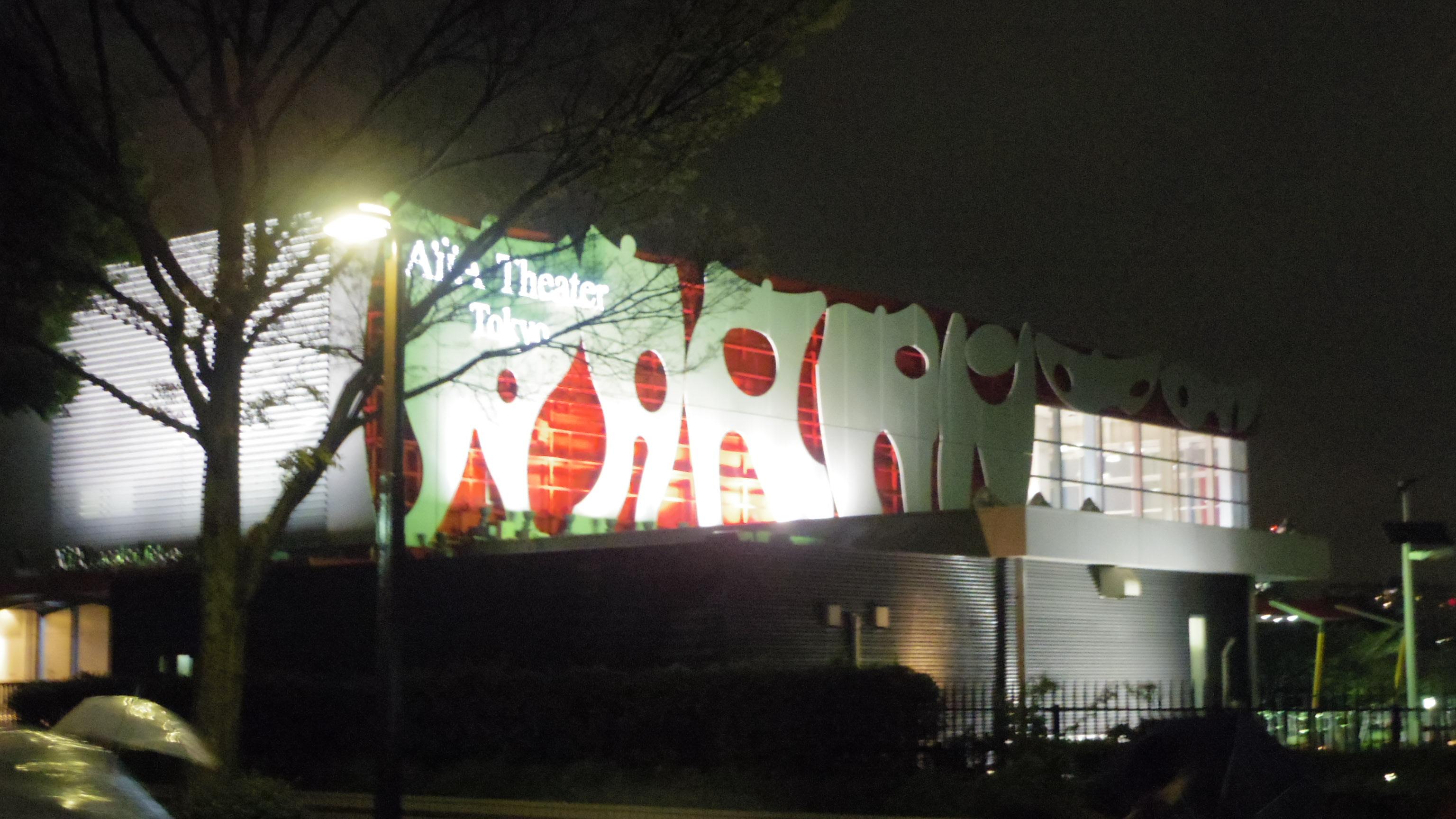
夜のアイア シアタートーキョー